# A Saucerful of Secrets
A Saucerful of Secrets (англ. Блюдце, повне секретів) — другий студійний альбом британського рок-гурту Pink Floyd, який було випущено 29 червня 1968 року та записано на студії «Еббі Роуд» в Лондоні. Альбом досяг дев'ятого місця в хіт-параді у Великій Британії, це єдиний з усіх альбомів Pink Floyd, який не потрапив до хіт-параду в США.
Через проблеми, які виникли з гітаристом та автором більшості пісень групи Сідом Барретом, «A Saucerful of Secrets» — останній альбом, в запису якого він брав участь. Також, починаючи з цього альбому, постійним членом гурту Pink Floyd став Девід Гілмор. З січня 1968 він зайняв місце Баррета в колективі.
Дизайном обкладинки альбому вперше займався Сторм Торгесон. Він оформлював майже всі альбоми групи, починаючи з A Saucerful of Secrets.

## Запис
З середини до кінця 1967 року нестійка поведінка Сіда Барретта ставала все більш очевидною, в одному з виступів першого американського туру групи він повільно розладнав на сцені свою гітару. Аудиторія, яка звикла до експериментів під час виступів групи, вітала такі витівки музиканта і не здогадувалася про зростаюче обурення групи. Під час інтерв'ю Пету Буну під час цього туру, Барретт відповідав на питання «з порожнім, нічого не виражаючим поглядом». Приблизно так само він поводився під час першого виступу групи на популярному американському телешоу Діка Кларка «American Bandstand». Він непогано виступив при виконанні композиції «Apples and Oranges», але відповідав на питання Кларка без будь-якого інтересу.
Через ці проблем A Saucerful of Secrets став останнім альбомом, в записі якого брав участь Сід Барретт. Починаючи з цього альбому, постійним членом колективу Pink Floyd став Девід Гілмор. З січня 1968 він офіційно зайняв місце Баррета в групі.
Текст пісні «Set the Controls for the Heart of the Sun» був написаний Роджером Вотерсом під впливом творів китайського поета Лі Шан'іня.

## Композиції

### Let There Be More Light
Стала першою піснею, яка була створена без участі Сіда Баррета. Написана Вотерсом, у ній плине розповідь про приземлення інопланетного корабля на військово-повітряній базі в Мілденхоллі. Іронія пісні полягає в тому, що перед здивованими військовими з'являється знаменита Люсі, з часів бітлівської «Lucy In The Sky With Diamonds» яка стала персоніфікацією наркотику ЛСД. «Я не великий любитель фантастики, — пояснював Вотерс вибір теми. — Раніше я читав її багато, але тепер лише час від часу. Мені здається, я любив її за те, що вона дає письменникові можливість переглянути важливі поняття. Якщо ти відриваєш поняття від його звичного контексту, це дозволяє поглянути на нього в новому світлі».

### Remember A Day
Плач Ріка Райта за остаточно минулим дитинством. Райт, дитинство якого не було затьмареним ніякими конфліктами, гостріше інших членів гурту переживав вступ до дорослого життя з його жорстокими правилами гри. Писати пісні він почав під впливом Сіда, який вважав, що якщо він може це робити, то можуть і всі інші. Хоча сам Рік пізніше оцінював два своїх твори з альбому як «просто жахливі», йому, мабуть, як нікому іншому в гурті вдалося підхопити належний Сіду мотив оплакування дитячої чистоти. Сіду належить в пісні гарна гітарна партія, яка в процесі запису альбому була трохи дороблена Гілмором.

### Set The Controls For The Heart Of The Sun
Була написана спеціально для альбому й з'явилася першою по-справжньому вдалою композицією Вотерса. Бажаючи довести, що може писати гарні пісні, він працював над нею чотири місяці. Пісня складається з мелодії бас-гітари, що повторюється, яку чудово доповнюють цимбали та ефекти Мейсона на перкусії, який грає також на ксилофоні, гітарні партії розподілені між Барретом та Гілмором, однак записували їх в різний час. Слова для пісні були взяті з книги китайських віршів танського періоду, які Вотерс, за його власним признанням, скоротив і переробив, мало турбуючись щоб їх зрозуміти, прийом, можливо, був запозичений ним в Вільяма Берроуза, з роману якого «The Soft Machine» (М'яка машина) було взято назву пісні. «Це пісня про якогось хлопця, який пілотує потужну летючу тарілку, та якого охопила жага сонячного самогубства, і він бере курс на серце сонця»,- Так пояснював сам Роджер.

### Corporal Clegg
Перша, дещо іронічна спроба Роджера Вотерса розібратися в загибелі свого батька, що загинув в 1944 в Анціо. Згодом він буде звертатися до цієї теми постійно. Капрал Клегг повернувся з війни з контузією («він ніколи не буває тим же самим»), і йому здається, що за свої страждання він гідний медалі. Прообразом капрала Клегга, можливо, послужив герой фільму жахів «Night Creatures» капітан Клегг. Це останній запис гурту, в якій взяв участь Баррет. Як і у випадку з «Set The Controls…», він на початку записав свою виразну гітарну партію, яка пізніше була дороблена Гілмором. Пісня була записана як жарт і спочатку її писали для другої сторони якого-небудь синглу. При уважному прослуховуванні можна почути в кінці пісні регіт музикантів. Останній приспів закінчується звуками, які могла б виробляти група позбавлених розуму, що грають на дитячих духових інструментах, на які накладають різні звукові ефекти, що зображують війну.

### A Saucerful Of Secrets
Відбиває зростаючий інтерес гурту до прогресивнішої та структурованої музики. Ця композиція була в буквальному сенсі виторгувана музикантами в керівництва EMI, якому були потрібні потенційні хіти і як можна менше псіходелії. Члени групи погодилися внести в альбом трохи «попси» в обмін на дозвіл записати одну композицію без жодного втручання з боку персоналу компанії. «A Saucerful Of Secrets» являє собою першу спробу PINK FLOYD звільнитися від впливу Баррета і знайти нову музичну індивідуальність. Композиція складається з трьох окремих частин, які переходять одна в іншу, такий стиль буде розвинений в наступних альбомах. Своєю формою композиція зобов'язана структуралістичним тенденціям Вотерса, який навіть накреслив на папері графік, що зображає її динаміку. Що ж стосується теми п'єси, то це війна. За словами Гілмора, «… перша частина — це напруга, нарощування сил, страх. Центральна частина з усім цим шумом та грюкотом — це власне війна. Висновок — це свого роду реквієм». Композиція має різкий фінал, оскільки необхідно було вкластися у відведені EMI дванадцять хвилин.

### See-Saw
Пісня Райта, на загальну думку членів гурту, найнудніша в альбомі. «Слова — жахливі ... Але це був важливий урок ... Я зрозумів, що я не поет», — згадував пізніше сам Рік. Ліричною моделлю для цієї пісні стала «Lucy In The Sky With Diamonds» з її сюрреалістичною фантазією. Несподівано ця цнотлива пісня викликала дискусію, коли виходив альбом. Декому здалося, що в пісні мова йде про інцест, секс та наркотики, що категорично відкидав автор, який наполягав, що просто хотів воскресити в пам'яті спогади дитинства, коли вони з сестрою разом грали в саду перед будинком.

### Jugband Blues
Гірке завершення альбому та кар'єри Баррета як лідера групи. Сама пісня була написана задовго до початку роботи над альбомом, коли Сід став занурюватися у свою шизофренічну самотність. Її записували в два етапи: спочатку всім гуртом разом, потім тільки Сід з акустичною гітарою. В середині пісні грає оркестр Армії Спасіння Північного Лондона, що записував свої композиції у цей час на Еббі-роуд, почувши який, Сід вирішив, що йому необхідна духова секція. Баррет наполягав, щоб музиканти грали що завгодно, не чуючи іншої музики, але з цим не був згоден Норман Сміт. Нарешті Сміт погодився зробити дві версії, однак до того часу втомлений Сід покинув студію, залишивши Сміта закінчувати запис за власним розсудом.

## Учасники запису
- Сід Барретт — гітара, вокал;
- Девід Гілмор — гітара, вокал;
- Нік Мейсон — ударні, перкусія, вокал на «Corporal Clegg»;
- Річард Райт — клавішні, орган, вокал;
- Роджер Вотерс — бас-гітара, вокал.

## Список композицій
| Перша сторона | Перша сторона                               | Перша сторона | Перша сторона |
| #             | Назва                                       | Автор         | Тривалість    |
| ------------- | ------------------------------------------- | ------------- | ------------- |
| 1.            | «Let There Be More Light»                   | Роджер Вотерс | 5:58          |
| 2.            | «Remember a Day»                            | Річард Райт   | 4:33          |
| 3.            | «Set the Controls for the Heart of the Sun» | Вотерс        | 5:28          |
| 4.            | «Corporal Clegg»                            | Вотерс        | 4:13          |

| Друга сторона | Друга сторона                              | Друга сторона                 | Друга сторона |
| #             | Назва                                      | Автор                         | Тривалість    |
| ------------- | ------------------------------------------ | ----------------------------- | ------------- |
| 1.            | «A Saucerful of Secrets» (Інструментальна) | Вотерс, Райт, Гілмор і Мейсон | 11:57         |
| 2.            | «See-Saw»                                  | Райт                          | 4:36          |
| 3.            | «Jugband Blues»                            | Барретт                       | 3:00          |